# Слобода (Мядельський район, Слобідзька сільська рада)
Слобода (біл. вёска Слабада) — село в складі Мядельського району Мінської області, Білорусь. Село є адміністративним центром Слобідзької сільської ради, розташоване в північній частині області.